# الطيرة (حيفا)
الطيرة هي قرية فلسطينية مهجرة كانت تقع على المنحدرات الغربية لجبل الكرمل، هجرت عام 1948.

## القرية قبل عام 1948
هي إحدى القرى الفلسطينية المحتلة التي تقع في محافظة حيفا كانت القرية تنتشر على المنحدرات الغربية السفلى لجبل الكرمل, مشرفة على السهل الساحلي، وكانت طريق فرعية تصلها بالطريق العام الساحلي، إلى الشمال الغربي منها، وكانت الطيرة من أهم قرى قضاء حيفا، فهي أكثرها سكانا، وثانية كبرى القرى في القضاء (بعد إجزم) من حيث المساحة. وقد أطلق الصليبيون عليها اسم سان يوهان دو تير. في سنة 1596 كانت الطيرة قرية ناحية شفا (لواء اللجون) وعدد سكانها 286 نسمة، يؤدون الضرائب على عدد من الإنتاج والمستغلات كالماعز وخلايا النحل وكروم العنب. في أواخر القرن التاسع عشر، كانت الطيرة قرية ذات منازل مبنية بالحجارة والطين وكانت تقع على سفح جبل تتميز تلاله القريبة من القرية بكهوف، وتحيط بها بساتين الزيتون. وكان عدد سكانها 1200 نسمة تقريبا، وكانوا يزرعون 60 فدانا (الفدان= 100-250 دونما). وقد أخذ اقتصاد القرية يتدهور بعد سنة 1872, في إثر التجنيد الإجباري الثقيل الوطأة الذي فرضه العثمانيون. لكن القرية عادت فازدهرت لاحقا. وقد بنى سكانها (5240 مسلما و30 مسيحيا، في أواسط الأربعينات) منازلهم الحجرية كالعناقيد. وكان شكل القرية مصلبا، وفيها مدرستان ابتدائيتان: أحداهما للبنين، والأخرى للبنات. يمر بها 8 أودية منها وادي الفلاح، وقد اشتملت أراضيها على بضعة ينابيع، واعتمد اقتصادها على الحبوب والخضروات والفاكهة. في سنة 1943، فاق إنتاج الطيرة من الزيتون والزيت ما أنتجته أية قرية أخرى في قضاء حيفا، وكان فيها ثلاث معاصر زيتون آلية. وقد غرس فيها أيضا الكثير من شجر اللوز، وهذا ما أدى إلى تلقبها بطيرة اللوز. في 1944\1945, كان ما مجموعه 16219 دونما مخصصا للحبوب، و3543 دونما مرويا أو مستخدما للبساتين. كما اشتغل بعض سكانها بتربية الدواجن. وكان في أراضي الطيرة خمس خرب، إحداها، وهي خربة الدير(147245), تضم بقايا دير سان بروكادوس. وبعض الكهوف التي كانت آهلة سابقا، ونفقا من الحجارة المعقودة. وكان إلى الجنوب من القرية موقع أثري مكشوف يعود تاريخه إلى العصر الحجري الوسيط، وقد نقب لاحقا.

## احتلال القرية
في 12 كانون الأول\ ديسمبر 1947, أغارت مليشيا الإرغون بالقنابل على الطيرة، في أثناء الجولة الأولى من القتال. وقد تم ذلك في عيد الحانوكاه عند اليهود، واقترن بست هجمات أخرى شنتها المليشيا نفسها في أماكن عدة من فلسطين. ويذكر ((تاريخ الهاغاناه)) أن الغارة أدت إلى مقتل 13 شخصا في الطيرة، وكشفت صحيفة فلسطين عن وجود أطفال وشيوخ في جملة الضحايا. وجاء تقريبا، وأنها اقتربت من منزل منفرد في طرف القرية وقذفته بالقنابل. ثم إن المهاجمين أطلقوا نيرانهم على المنازل قبل أن ينسلوا عائدين عبر بساتين الزيتون، إلى حيث كانت شاحنة في انتظارهم. وذكرت صحيفة ((نيويورك تايمز)), توكيدا للهجوم، وقوع عشرة جرحى فضلا عن مقتل ثلاثة عشر شخصا وتدمير منزل واحد وإصابة عدة منازل أخرى بأضرار.
وخلال الأسابيع اللاحقة، تعرضت القرية لهجمات أصغر ففي 5 شباط\ فبراير 1948، شن هجوم استمر ساعة وثلاثين دقيقة، ولم يسفر عن وقوع ضحايا، استنادا إلى بلاغ رسمي بريطاني جاء فيه أنه لم يصدر عن القرية أية ردة فعل. وفي الصباح الباكر من 22 نيسان \ أبريل، شن هجوم كبير على الطيرة، ترافق مع هجوم الهاغاناه على حيفا. وكان هدف الهجوم، في الظاهر منع التعزيزات العربية من الوصول إلى حيفا. لكن المحاولة الأولى للاستيلاء على القرية تمت بعد أيام قليلة من سقوط حيفا. ويذكر المؤرخ الإسرائيلي بني موريس أن الهجوم وقع في الساعة الواحدة والدقيقة الأربعين من صباح 25 نيسان\ أبريل، وأن مدافع الهاون والرشاشات استخدمت فيه. لكن سرعان ما حضرت وحدة بريطانية إلى مكان الاشتباك، وتوقف إطلاق النار. وفي زعم موريس أن البريطانيين ساعدوا في إجلاء بعض النساء والأطفال، وفي إيصالهم إلى مأمنهم. وهو يضيف أن الهجوم استؤنف صباح اليوم التالي بعد أن غادر البريطانيون، واستمر إلى أن وصلت وحدة بريطانية أخرى في وقت لاحق من النهار، ونظمت عملية إجلاء أخرى. وجاء في صحيفة ((نيورك تايمز)) أن القرية ((قصفت قصفا شديدا)) بمدافع الهاون. ونقلت الصحيفة ادعاء الهاغاناه أن الطيرة كانت (قاعدة عربية رئيسية). وفي 5 أيار \ مايو، بذل مسعى ثالث لنقل مزيد من السكان إلى أماكن آمنة، فنقل نحو 600 شخص إلى جنين ونابلس، استنادا إلى موريس.
استمرت الهجمات نحو أسبوع. وفي 13 أيار\ مايو، شن لواء ألكسندر وني التابع للهاغاناه هجوما مني بالفشل. ويذكر ((تاريخ الهاغاناه)) أن المحاولة باءت بالفشل، والسبب الأساسي في هذا الفشل كان عدم توفر معلومات دقيقة عن نظام العدو الدفاعي في القرية. وقد أدى ذلك إلى إلغاء عملية احتلال قلقيلية، كما كان مقررا في خطة دالت.
سقطت القرية أخيرا، بحسب ما جاء في (تاريخ الهاغاناه), في 16 تموز\ يوليو خلال معارك الأيام العشرة التي فصلت بين هدنتي الحرب. ويشير كلام هذا المصدر إلى أن احتلال الطيرة (وغيرها من القرى في قضاء حيفا، مثل كفر لام والصرفند) كان بليغ الدلالة إذا استعين فيه أول مرة بنيران القوات البحرية لمساندة القوات البرية. وكان الهجوم على الطيرة جزءاً من عملية بحرية أوسع نطاقا، أسفرت عن احتلال كفر لام والصرفند في الوقت نفسه. فقد قصفت السفينة الحربية، إيلات القرية قبل أن تتحرك القوات البرية لاحتلالها. أما السكان الذين كانوا لا يزالون فيها، والذين صمدوا تحت الحصار مدة تنوف على الشهرين، فقد طردوا في معظمهم إلى مثلث جنين- نابلس - طولكرم، أو احتجزوا في مخيمات أسرى الحرب، وذلك استنادا إلى بني موريس.
ويبدو أن بعض سكان الطيرة لجأ إلى قرية عين غزال المجاورة إذا ذكر الأمين العام لجامعة الدول العربية أن 28 شخصا من لاجئي الطيرة أحرقوا أحياء هناك في أواخر تموز\ يوليو. غير أن وسيط الأمم المتحدة، الكونت فولك برنادوت، صرح أن مراقب الأمم المتحدة زار المنطقة في 28 تموز\ يوليو ولم يجد (أي دليل يدعم ادعاء وقوع المجزرة). ويورد موريس الزعيم الإسرائيلي أن الأجساد المحروقة في عين غزال إنما هي جثث وجدت في حال متقدمة من التعفن فأحرقها الجنود الإسرائيليون. وهو يضيف أن ليس هناك دلائل تشير إلى المكان الذي جاء هؤلاء الأشخاص منه، أو إلى كيفية موتهم.

## القرية اليوم
تحتل مستعمرة إسرائيلية موقع القرية جزئيا. ولا يزال بعض منازلها ماثلا للعيان. كمنزل عرسان الذيب. المقبرة في حال مزرية من الإهمال، وفيها شواهد حجرية عدة مكسرة. ولا تزال بقايا مقامين مرئية، ويستعمل بناء المدرسة التلامذة الإسرائيليون والعرب منهم واليهود، وينتشر بعض الغابات وبعض المساكن على القسم الجبلي من الأراضي المحيطة. أما السهل فيستعمل للزراعة.

## المستوطنات الصهيونية على اراضي القرية
أنشأ الصهيونيين مستعمرة هحوتريم في حزيران\ يونيو 1948, جنوبي موقع القرية. وبعد عام، أقيمت مستعمرتا طيرت كرميل مغاديم: الأولى في موقع القرية، والثانية أبعد منها قليلا على أراضي القرية. وفي سنة 1952، بنيت مستعمرة كفار غليم على أراضي القرية، ثم ألحقت بها مستعمرة بيت تسفي في سنة 1953.

## إحصائيات وحقائق
| إحصاءات وحقائق                  | القيمة                                                                 |
| ------------------------------- | ---------------------------------------------------------------------- |
| تاريخ الاحتلال الصهيوني         | 16 تموز 1948                                                           |
| البعد من مركز المحافظة          | 7 كم جنوب حيفا                                                         |
| متوسط الارتفاع                  | 60 متر                                                                 |
| الفرق العسكرية المنفذة لللعملية | تم مهاجمة البلدة من قوة عسكرية جُمعت من سلاح البحري، كرملي والإسكندروني |
| سبب النزوح                      | نتيجة اعتداء مباشر من القوات الصهيونية                                 |
| مدى التدمير                     | أغلبية البيوت مدمرة، وعلى الأقل تم اغتصاب بيتين من قبل الصهاينة        |
| أعمال إرهابية                   | تم ارتكاب مذبحة ضد سكان البلدة                                         |
| التطهير العرقي                  | لقد تم تطهير البلدة عرقياً بالكامل                                      |

## ملكية الأرض
| الخلفية العرقية | ملكية الأرض/دونم |
| --------------- | ---------------- |
| فلسطيني         | 23,940           |
| تسربت للصهاينة  | 6,553            |
| مشاع            | 14,769           |
| المجموع         | 45,262           |

## استخدام الأراضي عام 1945
| نوعية المساحة المستخدمة  | فلسطيني (دونم) | يهودي (دونم) |
| ------------------------ | -------------- | ------------ |
| مزروعة بالبساتين المروية | 3,543          | 66           |
| مزروعة بالزيتون          | 4,600          | 0            |
| مزروعة بالحبوب           | 16,304         | 1,028        |
| مبنية                    | 224            | 677          |
| صالح للزراعة             | 19,847         | 1,094        |
| بور                      | 18,638         | 4,782        |

## التعداد السكاني
| السنة                        | نسمة   |
| ---------------------------- | ------ |
| 1596                         | 286    |
| في القرن 19                  | 1,200  |
| 1922                         | 2,346  |
| 1931                         | 3,191  |
| 1945                         | 5,270  |
| 1948                         | 6,113  |
| تقدير لتعداد الاجئين في 1998 | 37,542 |

وكان في البلدة مجلس قروي يدير الشؤون الاجتماعية والعامة وكان هناك مدرستين أيضاً واحدة للبنين والأخرى للبنات.

## معرض صور

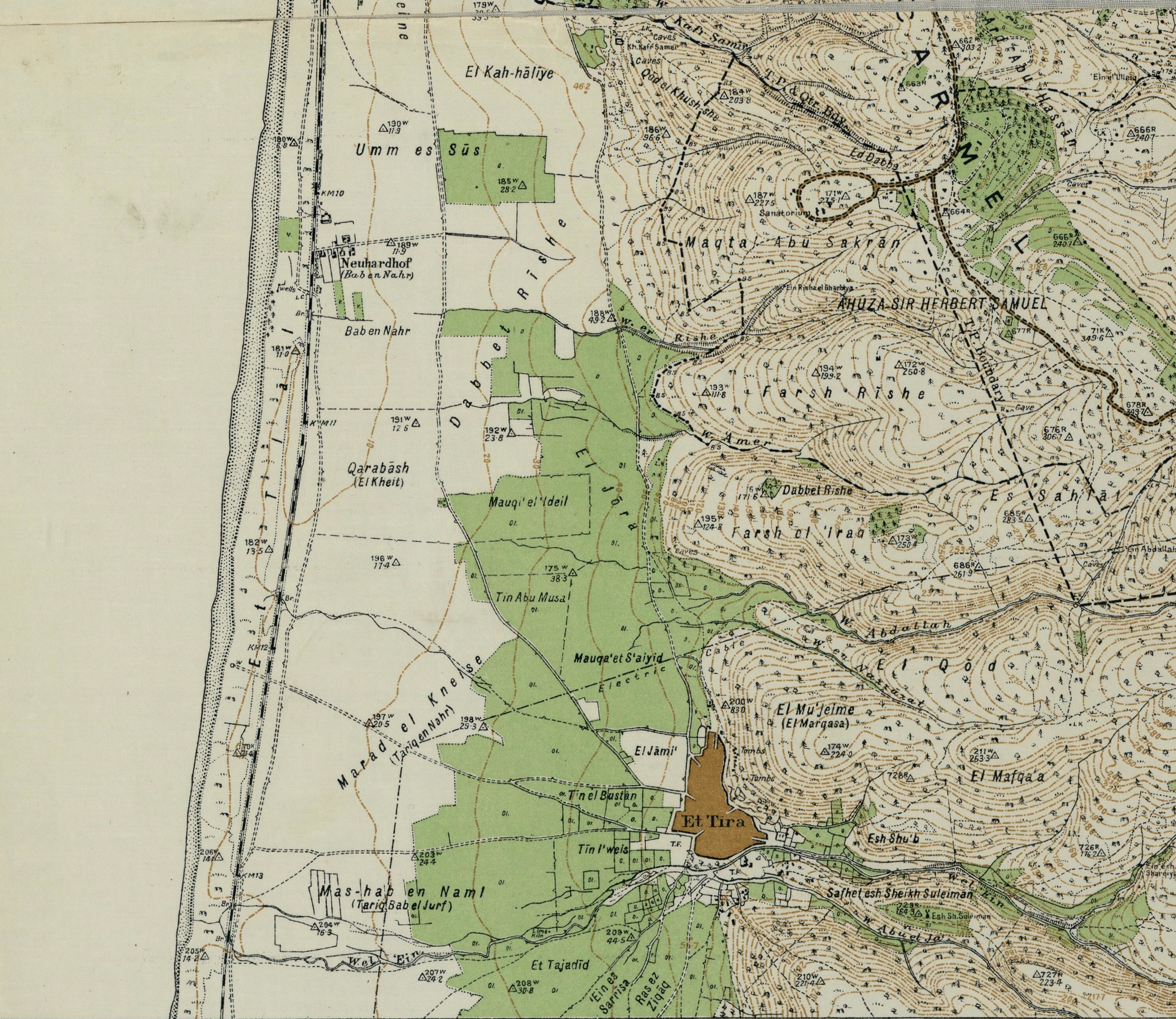
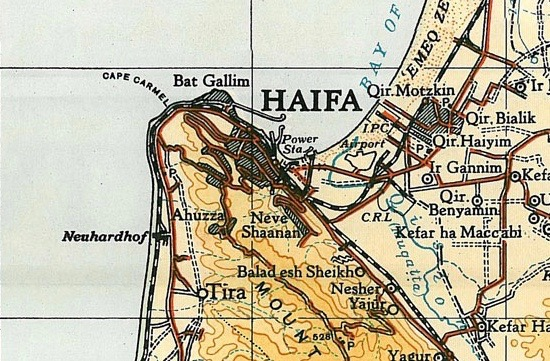
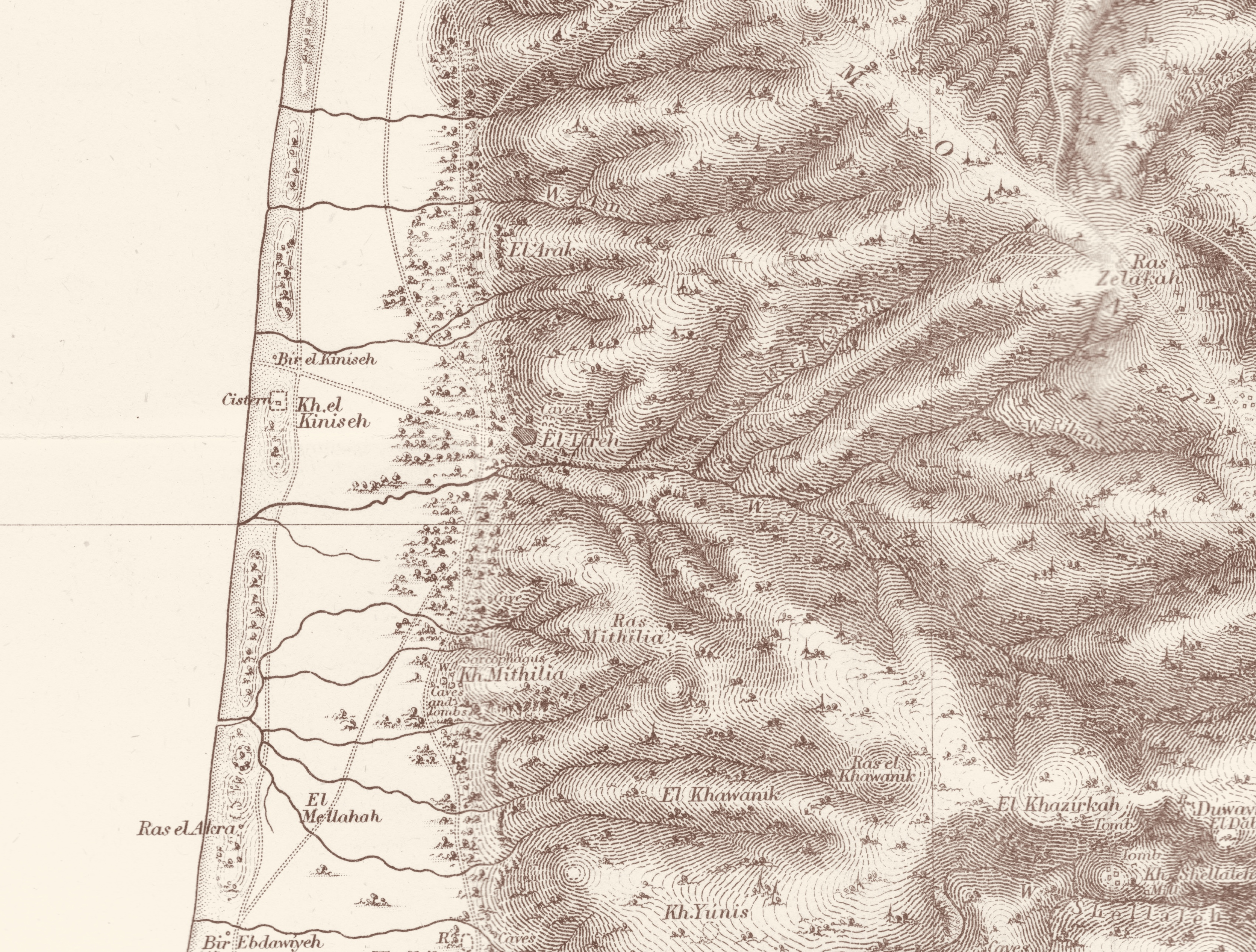